# Orgull i prejudici (novel·la)
Orgull i prejudici és segurament la novel·la més coneguda de Jane Austen.
El primer esborrany del que seria un clàssic de la literatura anglesa va ser escrit a Steventon (Hampshire) entre l'octubre de 1796 i l'agost de 1797, sota el títol de Primeres impressions, si bé no es va publicar fins al 28 de gener del 1813, ja amb el títol actual. Jane Austen va ocupar el període 1811-1812 a refer la novel·la, encara que, a part del títol, no se sap amb seguretat quines modificacions va rebre. Segons les memòries de la seva germana Cassandra, el títol Orgull i prejudici (en anglès, "Pride and prejudice") va ser inspirat per l'obra Cecilia, or Memoirs of an Heiress (1796), de Fanny Burney, on apareixen aquests mots. La publicació de "l'estimat infant", segons les mateixes paraules de l'autora, va tenir un èxit immediat.
És una de les primeres comèdies romàntiques, i la frase que obre el primer capítol és una de les més famoses de la literatura anglesa: "és una veritat universalment coneguda que un home jove en possessió d'una bona fortuna ha de voler una esposa".

## Argument
L'acció està situada al segle xix al comtat de Hertfordshire, Anglaterra. Allà viuen els Bennet, una família de mitjans força modestos que està composta pel senyor i la senyora Bennet, i les seves cinc filles: Jane, Elizabeth, Mary, Lydia i Kitty. La més gran aspiració de la senyora Bennet, personatge exagerat fins al punt de resultar còmic, és que totes cinc es casin amb homes de fortuna, ja que, com ella mateixa diu a la seva filla Elizabeth: "ja em diràs quina altra cosa pot ocupar els teus pensaments quan tens cinc filles!".
Per això, quan el misteriós senyor Bingley lloga Netherfield, la casa veïna, la senyora Bennet el presenta immediatament a les seves filles durant un ball. El senyor Bingley es guanya amb rapidesa l'estima de tothom i molt especialment de Jane, ja que és atractiu, solter i, sobretot, ric. El millor amic del senyor Bingley, el senyor Darcy, també té aquestes qualitats, però a diferència del senyor Bingley, que és amable i complaent, ell és orgullós i tibat. O almenys això és el que pensa la impulsiva Elizabeth, que se sent ofesa contra ell per culpa d'uns comentaris que menyspreaven la seva bellesa. Així veiem com, molt aviat, apareixen els dos components essencials de l'obra: l'orgull i els prejudicis.
A mesura que la trama avança, l'assenyada Jane i el gentil senyor Bingley, que tenen un caràcter molt semblant, es van enamorant l'un de l'altre, mentre que Elizabeth cada vegada detesta més el senyor Darcy. En canvi, coneix per accident un oficial anomenat Wickham que per ella encarna totes les virtuts. Wickham li explica que el senyor Darcy i ell es van criar a la mateixa casa, però que Darcy el va fer fora quan el seu pare va morir, i que ell es va veure obligat a guanyar-se la vida mentre que el senyor Darcy heretava totes les possessions familiars. Això fa que Elizabeth encara odiï més el senyor Darcy.
Mentrestant, tothom està convençut que Jane i el senyor Bingley es casaran, tot i la diferència econòmica, fins que el senyor Bingley abandona la casa inesperadament, trencant tota relació amb Jane. Aquest fet incomprensible destrueix les esperances de Jane i li trenca el cor. Elizabeth, que està molt unida a la seva germana, creu que és Caroline, la vanitosa germana del senyor Bingley, la persona que l'ha obligat a anar-se'n.
Aleshores s'assabenta que és Darcy qui va incitar el seu amic a deixar Netherfield, cosa que, unida al relat de Wickham, fa que senti una ràbia cega contra ell. I és per això que, quan el senyor Darcy li declara el seu amor, que havia intentat oblidar sense aconseguir-ho, Elizabeth el rebutja de manera categòrica, retraient-li els fets anteriors.
Després d'això, el senyor Darcy s'allunya d'Elizabeth, no sense abans escriure-li una carta on li explica el que realment va succeir: Wickham és una persona de poca confiança i de caràcter dubtós que li ha mentit, i si ell va separar Jane i Bingley és perquè creia que el seu amic no era correspost i no volia que patís. Aquesta carta torba Elizabeth enormement, i fa que la seva mala opinió sobre Darcy trontolli.
Aleshores li arriba la notícia que Wickham s'ha fugat amb la seva germana Lydia, cosa que acaba de confirmar el que Darcy li ha explicat. I més tard, quan s'assabenta que aquest ha intervingut en la localització dels amants, tots els seus prejudicis s'esvaeixen i s'adona que s'ha enamorat del senyor Darcy.
Finalment, el senyor Darcy confessa al seu amic Bingley que Jane l'estima, i el persuadeix perquè la demani en matrimoni, cosa que finalment fa. Jane, que no ha deixat d'estimar-lo, accepta sense dubtar.
Pel que fa al senyor Darcy, s'adona que l'actitud d'Elizabeth envers ell ha canviat, i gosa expressar-li els seus sentiments per segona vegada. Aquest cop, Elizabeth accepta la seva mà. La novel·la, doncs, té un final doblement feliç.

## Personatges d'Orgull i prejudici
Aquesta és una llista dels personatges més rellevants de la novel·la.
La parella protagonista: Elizabeth i Darcy
→Elizabeth Bennet: és la protagonista de la novel·la. Elizabeth és la segona de les cinc filles dels senyors Bennet, i és una atractiva jove de vint anys quan comença la història. És la preferida del seu pare, de qui ha heretat la seva intel·ligència i enginy. "És d'una viva intel·ligència, d'una saviesa allunyada de tota pedanteria, cosa que li permet suportar serenament i amb indulgència l'estreta atmosfera provinciana que li ha tocat viure". Al principi, confosa per les primeres impressions, la despista el fred comportament extern del Sr. Darcy. Tanmateix, és prou sàvia i madura com per, amb el temps, superar els seus prejudicis.
→Fitzwilliam Darcy: és el personatge masculí central de la novel·la, i segon interès amorós d'Elizabeth. És un home intel·ligent, ric i tímid, que sovint sembla arrogant i orgullós als estranys, però posseeix sota d'aquesta façana un interior honest i bo. Inicialment, considera Elizabeth socialment inferior a ell, no mereixedora de les seves atencions; però descobreix que, malgrat les seves inclinacions, no pot negar els seus sentiments per Elizabeth. La seva primera proposició és rebutjada a causa del seu orgull i el prejudici d'Elizabeth contra ell. Adora la seva germana Georgiana i és prou intel·ligent per adonar-se de l'atenció que atrau només per la seva posició social.
La família Bennet
→El senyor Bennet: és el pare d'Elizabeth Bennet i cap de la família Bennet. És un cavaller anglès amb una finca a Hertfordshire, està casat amb la senyora Bennet i té cinc filles. Malauradament, la seva propietat està vinculada a un descendent per via masculina (el senyor Collins). El senyor Bennet és un home agradable, intel·ligent i sarcàstic, quelcom excèntric, només sap divertir-se a costa de la seva "nerviosa" esposa i les seves tres filles beneites -Mary, Kitty i Lydia. Se sent més proper a Jane i, sobretot, a Elizabeth, les dues filles grans, que són les més sensates dels seus membres. Ha trobat l'equilibri en la solitud del seu estudi i desentenent-se de la criança de les seves filles. Amb això, en cert sentit, abandona les seves responsabilitats cap a la família i la porta gairebé al desastre.
→La senyora Bennet: és l'esposa rondinaire, excitable i maleducada del senyor Bennet, la mare d'Elizabeth i les seves germanes. És frívola i poc intel·ligent. La seva principal preocupació a la vida és veure a les seves filles ben casades, mentre siguin rics i les cuidin després de la mort del senyor Bennet. Tanmateix, els seus esforços es veuen obstaculitzats per la seva naturalesa imprudent i les freqüents vegades que fica la pota en societat. Des del primer moment, Jane Austen adverteix que la Sra. Bennet és "perillosament tonta, que està jugant irresponsable amb la decisió més important que les seves filles van haver de prendre". [1]
→Jane Bennet: és la major de les germanes Bennet. Té vint-i-dos anys al principi de la novel·la, i és considerada generalment la més bella de les germanes. La profunditat dels seus sentiments és difícil de preveure per a aquells que no la coneixen bé, a causa de les seves maneres reservades i la seva dolçor per amb tots. Ella és incapaç de creure el pitjor de la gent, veient només el bo. S'enamora de Charles Bingley, i queda desolada quan ell abruptament trenca la seva relació sense més explicacions. Amb el temps, però, el malentès per part d'ell queda aclarit i ella l'accepta com a marit.
→Lydia Bennet: és la més jove de les germanes. Té quinze anys quan comença la narració. Lydia és molt bonica, innocent, tossuda i imprudent. És una gandula, dedicada a seguir els seus capritxos frívols, especialment la caça dels oficials de la caserna de Meryton. El senyor Wickham la sedueix i ella es fuga amb ell sense pensar molt en les conseqüències per la seva família.
→Mary Bennet: és la més seriosa i sentenciosa de les germanes Bennet. No és bonica. Se sent molt orgullosa dels seus coneixements. Alguns diuen que volia casar-se amb el senyor Collins, perquè el trobava extremadament interessant, però tret d'això, no se sent interessada pel matrimoni.
→Kitty Bennet: encara que més gran que la seva germana Lydia, és en certa manera, la seva còmplice. Imita tot el que Lydia fa, i es mostra desproporcionadament gelosa quan només conviden a Lydia a anar a Brighton amb les tropes, perquè ella també hi vol anar.
Altres
→Mr.Collins: és el futur hereu de Longbourn, on viu la família Bennet. Té uns
25 anys , tot i que és alt i atractiu, destaca per la seva pompositat i manca d’intel·ligència. Es troba totalment eclipsat per Lady Catherine, la seva patrona, i a ella li deu l’adquisició de la seva humil parròquia a Rosings Park. Arriba a casa dels Bennet amb la intensió de trobar una esposa, preferiblement una de les seves cosines, i després de la negativa d’Elizabeth decideix declarar-se a Miss Charlotte.

## Anàlisi
El tema central de l'obra és el matrimoni, lligat al benestar material (com en altres obres de l'autora) i a la bona tria que porta pau per al futur. Aquelles parelles reeixides són les que es basen en visions semblants del món i confiança, mentre que aquelles que són massa desiguals o només miren els diners sense tenir en compte la compenetració acaben en fracàs. La passió no és bona consellera per a l'enllaç.
La novel·la recorre les estacions de l'any com a element estructurador de la trama, així com els encontres entre la parella protagonista (tres invitacions, tres trobades casuals). La veu narrativa alterna l'omnisciència amb els monòleg interior de l'heroïna, els diàlegs i les cartes dels personatges.
Austen revela un esforç artístic acurat i estratificat en la caracterització que n'informa explícitament el lector: Mr. Collins no era un home sensat, i la deficiència de la natura havia estat poc ajudada per l'educació o la societat. La formalitat extrema i la meticulositat, i és aquest llenguatge rígid i pompós el que perfila un personatge com un dels encerts còmics de la literatura. La ironia d'Austen és tan subtil que la insipidesa de certs personatges com Jane Bennet o Charles Bingley ressalta les intensitats de l'Elizabeth o del Sr. Darcy.
El relat de Jane Austen s’allunya del que seria el plantejament d’una novel·la rosa, en el cas d’Orgull i prejudici les úniques peticions de matrimoni que es presenten amb total nitidesa, incloses les reaccions dels interlocutors són les que fracassen, la que fa de forma còmica William Collins i la primera declaració presumptuosa de Fitzwilliam Darcy a Elizabeth, amb totes les paraules de la seva petició. En el segon intent de Darcy, un dels moments culminants de la novel·la, només hi ha una breu referència al passat, que en veu narrativa descriu la reacció de la protagonista donant a entendre el canvi en els seus sentiments i l’acceptació. Austen adapta el llenguatge de tots dos personatges al seu caràcter.

## Traduccions al català
- Jane, Austen. Orgull i prejudici. Traducció: Eulàlia Preses.  Proa, 1985 (A tot Vent, 237). ISBN 9788484376408.[9]
- Austen, Jane. Orgull i prejudici. Traducció: Margarida Trias.  Bambú, 2010 (Lletres majúscules. Clàssics universals). ISBN 978-84-8343-108-5. Edició íntegre, amb ilustracions i quadern documental, destinada a lectors de 12 anys endavant.[9]
- Jane, Austen. Orgull i prejudici. Traducció: Eulàlia Presas Plana.  Grup62. La Butxaca, 01/02/2017. ISBN 978-84-16600-66-3.[10]
- Jane, Austen; Pròleg: Colm Tóibín. Orgull i prejudici. Traducció: Yannick Garcia.  Editorial Alph. La Casa dels Clàssics, 2021 (Bernat Metge Universal, 4 Universal). ISBN 978-8498593754.[11]
- Jane, Austen. Orgull i prejudici. Traducció: Maria Rossich Andreu.  Viena edicions, 20-11-2023 (Club Victòria). ISBN 9788418908705.

## Adaptacions
L'èxit de la novel·la ha propiciat diverses adaptacions, entre les quals destaquen:
- Pride and Prejudice (pel·lícula de 1940), adaptació cinematogràfica de la novel·la, dirigida per Robert Z. Leonard el 1940, la pel·lícula, en blanc i negre, va ser la primera versió de Hollywood d'una obra d'Austen i el primer llargmetratge de les aventures de les germanes Bennet. Protagonizada per Greer Garson i Laurence Olivier que van interpretar Elizabeth Bennet i el Sr. Darcy respectivament.
- Pride and Prejudice (sèrie de 1995), és una adaptació de la BBC per televisió del 1995 de sis episodis, adaptada per Andrew Davies. Jennifer Ehle i Colin Firth van interpretar a Elizabeth Bennet i Fitzwilliam Darcy, respectivament. Produïda per Sue Birtwistle i dirigida per Simon Langton.
- Pride & Prejudice (pel·lícula de 2005), pel·lícula de 2005 dirigida per Joe Wright, principal protagonista és Keira Knightley qui interpreta el paper d'Elizabeth Bennet.
- Bride and Prejudice, és una pel·lícula estatunidenco-britànico-india dirigida per Gurinder Chadha, estrenada el 2004, que trasllada la novel·la de Jane Austen a Índia contemporània, barrejant la tradició del film britànic amb els codis de Bollywood.
- First Impressions (musical)
- Bridget Jones's Diary, pel·lícula de 2001, dirigida per Sharon Maguire i basada en la novel·la del mateix nom de Helen Fielding, inspirada en l'obra de Jane Austen i la popular sèrie de televisió del 1995, narra la vida, explicada en clau humorística, d'una britànica en la trentena (Bridget Jones) que busca el seu lloc en el món malgrat tots els obstacles que es troba pel camí. Protagonitzada per Renée Zellweger i Hugh Grant.
- Pride and Prejudice and Zombies